# Tarzan und die Nazis
Tarzan und die Nazis, auch bekannt als Tarzans Triumph (Originaltitel: Tarzan Triumphs), ist ein US-amerikanischer Abenteuerfilm von Wilhelm Thiele aus dem Jahr 1942. Grundlage für das Drehbuch waren die Tarzan-Romane von Edgar Rice Burroughs. Uraufgeführt wurde der Film am 20. Januar 1943. In Deutschland wurde der Film erstmals am 15. Januar 1971 gezeigt, als Fernsehpremiere im ZDF. In Österreich erfolgte die Erstausstrahlung am 14. September 1971 auf ORF 2.

## Handlung
Tarzans Adoptivsohn Boy wird von Zandra gerettet. Bei der Aktion gerät die Frau selber in Gefahr, aus der sie wiederum Tarzan rettet. Zandra ist die Tochter des Herrschers der Dschungelstadt Pallandria. Zurück im Baumhaus liest Boy Tarzan einen Brief von Jane vor, die in London ihre kranke Mutter besucht. In dem Brief schreibt Jane über den Krieg und die Nazi-Diktatur.
Kurze Zeit später springen Fallschirmjäger über dem Dschungel ab. Es sind deutsche Soldaten, die das rohstoffreiche Gebiet für die deutsche Wirtschaft besetzen sollen. Einer der Springer, Leutnant Schmidt, verletzt sich und funkt um Hilfe. Der Pilot des deutschen Flugzeuges fliegt niedrig, um den Verletzten zu suchen. Doch ein Vogelschwarm bringt die Maschine zum Absturz. Tarzan wird Zeuge des Absturzes und kann Schmidt vor Krokodilen retten. Er bringt Schmidt zum Baumhaus, wo sich dieser als Brite ausgibt.
Pallandria wird in der gleichen Zeit von deutschen Soldaten unter der Führung von Oberst von Reichart erreicht. Die Bewohner sowie die Herrscherfamilie heißen die Soldaten willkommen. Schon bald besetzen die Deutschen die Stadt und verdingen die Bewohner zum Abbau von Rohstoffen für die deutsche Kriegsindustrie. Der Hauptmann belästigt Zandra, der ihr Bruder Archmet zur Hilfe kommt, dabei aber von den Soldaten getötet wird. In der Zwischenzeit versucht Schmidt per Funk Verstärkung zu holen. Doch die Schimpansin Cheetah stiehlt ein Teil des Funkgeräts. Kurze Zeit später hört Tarzan im Dschungel Schüsse und findet Zandra, die von deutschen Soldaten verfolgt wird. Er bringt sie in Sicherheit. Die Soldaten, die sie über einen Fluss zu verfolgen versuchen, werden von fleischfressenden Fischen angegriffen. Nur ein Offizier überlebt.
Als Cheetah wieder versucht, ein Teil des Funkgeräts zu stehlen, schießt Schmidt auf sie und verfolgt sie in den Dschungel. Cheetah bekommt Hilfe von einem Elefanten, der Schmidt über eine Klippe stößt. Währenddessen erreicht der überlebende Offizier Pallandria mit der Neuigkeit, dass Tarzan im Besitz des Funkgerätes sei. Zandra versucht Tarzan davon zu überzeugen, in den deutschen Soldaten Feinde zu sehen. Doch Tarzan will sich aus allem heraushalten und nicht gegen sie kämpfen. Zandra will in die Stadt zurückkehren, Tarzan begleitet sie. Zur gleichen Zeit erreichen die Deutschen das Baumhaus und finden das Funkgerät. Boy wird gefangen genommen und über den fehlenden Bestandteil des Gerätes verhört. Tarzan kommt ebenfalls zum Baumhaus. Beim Versuch Boy zu retten, wird er angeschossen.
Die Deutschen lassen Tarzan liegen und nehmen Boy mit. Cheetah führt Zandra zum verletzten Tarzan, die ihn gesundpflegt. Tarzan erfährt von Boys Entführung und eilt nach Pallandria. Dort wird er von den Deutschen gefangen und soll am nächsten Morgen hingerichtet werden. Auch Zandra soll erschossen werden, nachdem sie von Reicharts Annäherungsversuche abgewehrt hat. Als die Bewohner der Stadt Zandra befreien wollen, droht von Reichart, jeden zehnten Bewohner zusammen mit Tarzan hinrichten zu lassen.
Tarzan kann den Wachoffizier mit einem Messerwurf töten. Er kann das Maschinengewehr der Deutschen zerstören und die eingesperrten Bewohner befreien. Die Bewohner bewaffnen sich mit Gewehren und vertreiben die Deutschen, die mit dem Hauptmann in den Dschungel flüchten. Tarzan folgt dem Hauptmann, der das Funkgerät bei sich hat. Von Reichart versucht, Berlin anzufunken, wird jedoch von Tarzan vor einen Löwen gelockt, der ihn tötet. Cheetah nimmt das Mikrofon des Funkgeräts und schnattert los. Im Berliner Hauptquartier hält man die Laute für Worte von Hitler.

## Hintergrund
Das siebte Tarzan-Abenteuer mit Johnny Weissmüller war ein Wendepunkt. Erstmals wurde ein Film dieser Reihe von RKO Pictures produziert. Maureen O’Sullivan, die ihre Rolle als Jane schon vorher aufgeben wollte, trat in diesem Film nicht auf, weil sie bei MGM noch unter Vertrag stand. Bis auf wenige Ausnahmen, wie z. B. Oberst von Reichart, der Pilot, der überlebende Offizier und Leutnant Schmidt, wurden die Deutschen von deutschen Schauspielern dargestellt. Anders als in den MGM-Produktionen wurden die Eingeborenen nicht von Afrikanern gespielt, sondern von Weißen in Südseekostümen und Schminke. Frances Gifford war bekannt als Hauptdarstellerin des Film-Serials Jungle Girl (dt.: Dschungel-Gangster), das ebenfalls nach Motiven von Edgar Rice Burroughs entstand.
Auch Regisseur Wilhelm Thiele war wie die im Film eingesetzten deutschen Schauspieler auf der Flucht aus dem Dritten Reich in die USA gekommen. Thiele war gebürtiger Österreicher. Für die Ausstattung sorgte der spätere zweifache Oscargewinner Harry Horner. Als Regie-Assistent arbeitete Clem Beauchamp. Auch Filmeditor Hal C. Kern kam oscarprämiert zum Set.

## Kritiken
Das Lexikon des internationalen Films attestierte dem Film eine „[n]aive Geschichte“ und nannte ihn „[e]in filmhistorisches Kuriosum mit zum Teil umwerfend aber unfreiwillig komischen Szenen“.

## Synchronisation
Die deutsche Synchronfassung entstand 1970 im Auftrag des ZDF unter der Synchronregie und nach dem Dialogbuch von Kurt E. Ludwig.
| Rolle               | Darsteller         | Synchronsprecher  |
| ------------------- | ------------------ | ----------------- |
| Tarzan              | Johnny Weissmüller | Michael Chevalier |
| Zandra              | Frances Gifford    | Renate Pichler    |
| Boy                 | Johnny Sheffield   | Udo Wachtveitl    |
| Oberst von Reichart | Stanley Ridges     | Horst Naumann     |
| Offizier            | Sig Ruman          | Kurt E. Ludwig    |
| Leutnant Schmidt    | Rex Williams       | Horst Raspe       |
| Patriarch           | Pedro de Cordoba   | Ernst Kuhr        |